# Большое Подовечье
Большое Подовечье — село в Милославском районе Рязанской области России, административный центр Большеподовечинского сельского поселения. 

## География
Село расположено на берегу реки Полотебня в 15 км на восток от райцентра посёлка Милославское.

## История
Полотебна в качестве села упоминается в окладных книгах 1676 года, где при находившейся в том селе Никольской часовне, построенной в 1673 году, показано церковной пашни 15 четвертей... На построение православной церкви благословенная грамота взята была в 1675 году.  В 1801 году в селе построена новая Казанская церковь с приделом Никольским. В селе в 1861 году священником открыта была школа, которая и помещалась в его же доме.
В XIX — начале XX века село входило в состав Курбатовской волости Скопинского уезда Рязанской губернии. В 1906 году в селе было 186 дворов.
С 1929 года село являлось центром Большеподовечинского сельсовета Милославского района Рязанского округа Московской области, с 1937 года — в составе Рязанской области, с 2005 года — центр Большеподовечинского сельского поселения.

## Население
| 1859 | 1897  | 1906  | 2010 |
| ---- | ----- | ----- | ---- |
| 1205 | ↗1415 | ↗1623 | ↘209 |

## Достопримечательности
В селе расположена действующая Церковь Казанской иконы Божией Матери (2015).